# Duel sous la mer
Pour plus de détails, voir Fiche technique et Distribution.
Duel sous la mer (Submarine Command) est un film américain de John Farrow sorti en 1951.

## Synopsis
Pour sauver son sous-marin, attaqué par des avions japonais, le commandant White est contraint d'ordonner une plongée immédiate, causant ainsi la mort de deux membres de son équipage. 
Quelque temps plus tard, alors que la guerre est finie, White se marie avec la jolie Carol. Mais il reste marqué par la disparition de ses deux hommes.

## Fiche technique
- Titre: Duel sous la mer
- Titre original : Submarine Command
- Réalisation : John Farrow
- Scénario et histoire : Jonathan Latimer
- Directeur de la photographie : Lionel Lindon
- Montage : Eda Warren
- Musique : David Buttolph
- Production : Joseph Sistrom
- Genre : Film de guerre, Drame
- Pays de production :  États-Unis
- Durée : 87 minutes
- Dates de sortie :
  - États-Unis : Novembre 1951, 18 janvier 1952 (New York)
  - France : 30 mai 1952

## Distribution
- William Holden (VF : Michel André) : Lt-Cmdr (commandant en VF) Kenneth White
- Nancy Olson (VF : Raymonde Reynard) : Carol
- William Bendix (VF : Camille Guérini) : le chef-torpilleur Boyer (CPO)
- Don Taylor (VF : Roger Till) : Lt-Cmdr Peter Norris
- Arthur Franz (VF : Lucien Bryonne) : Lt. Arnie (Harry en VF) Carlson
- Darryl Hickman (VF : Serge Lhorca) : Ens. Jack Wheelwright
- Peggy Webber (VF : Éléonore Hirt) : Alice Rice
- Moroni Olsen (VF : Jacques Berlioz) : Amiral Joshua Rice
- Jack Gregson (VF : Maurice Dorléac) : Cmdr. (commandant en VF) Joshua Rice
- Jack Kelly : Lt. Paul Barton
- Don Dunning : le quartier-maître Parkins
- Jerry Paris : Sgt. Gentry
- Charles Meredith (VF : Raymond Rognoni) : Amiral Tobias
- Philip Van Zandt (VF : Serge Nadaud) : Gavin
- Gordon Polk : Ralph
- George Wallace (VF : Raymond Destac) : Chef Herb Bixby

### Acteurs non crédités
- Noel Neill (VF : Jacqueline Ferrière) : Sue Carlson
- Bill McLean (VF : Serge Lhorca) : Sgt. McKiver
- Harry Mendoza (VF : Georges Hubert) : le photographe
- Marietta Elliott (VF : Marie Francey) : la femme du matelot

## Article annexe
- Sous-marins au cinéma et à la télévision